# Mathieu Reynès
Pour les articles homonymes, voir Reynès (homonymie).
Mathieu Reynès, né le 11 février 1977 à Saint-Cloud, est un dessinateur et un scénariste de bande dessinée français.

## Biographie
Il intègre le CNBDI d’Angoulême pour y faire ses études puis exercer le métier de formateur. Il réalise son premier album, Banana Fight avec le scénariste Frédéric Brrémaud, aux éditions Paquet en 2002. 

## Albums publiés
- Banana fight t. 1 : Le Choc des Titans (dessin), scénario de Brrémaud, Paquet, 2002  (ISBN 2-940199-83-3)[1].
- Sexy Gun (dessin), scénario de Brrémaud, Soleil :

1. Mack-the-knife, 2003  (ISBN 2-84565-634-3).
2. La Squaw, 2004  (ISBN 2-84565-776-5).

- Lola Bogota (dessin), scénario de Brrémaud et Philippe Chanoinat, Bamboo

1. Notre-Dame de Colombie, 2005  (ISBN 2-915309-64-7).
2. JFK, 2006  (ISBN 2-350-78070-8)[2].
3. Le camp des Siciliens, 2006  (ISBN 2-350-78116-X).

- Les Informaticiens (scénario avec Brrémaud), dessins d'Arnaud Toulon (tomes 1 et 2) puis Jean-Marc Krings (tomes 3 et 4), Bamboo, collection Les informaticiens

1. Droit au bug, 2006  (ISBN 2-350-78103-8)
2. Au boulot et que ça saute !, 2008  (ISBN 978-2-350-78323-9)
3. Mise à jour, 2008  (ISBN 978-2-350-78471-7)
4. To Boot or not to boot ?, 2009  (ISBN 978-2-350-78721-3)

- Sketchbook, Lulu.com, 2007.

- Les Maîtres-nageurs (dessin), scénario de Brrémaud, Bamboo :

1. Comme un poisson dans l'eau, 2007  (ISBN 978-2-35078-249-2).
2. Coquillages et crustacés, 2007  (ISBN 978-2-350-78281-2).
3. Dans la mer jusqu'au cou, 2008  (ISBN 978-2-350-78448-9).

- Une affaire de tout repos, scénario collectif, Corporate Fiction, 2008.
- PaintedGirls, Brandstudio press, 2009  (ISBN 978-1-934623-74-9).
- Toutou & Cie (scénario avec Mathieu Reynès), dessins d'Emanuele Soffritti, Bamboo :

1. Tome 1, 2009  (ISBN 978-2-350-78577-6).
2. Tome 2, 2009  (ISBN 978-2-350-78709-1).

- Alter ego (dessin), scénario de Denis Lapière et Pierre-Paul Renders, Dupuis :

1. Camille, 2011  (ISBN 978-2-8001-4876-2).
2. Fouad, 2011  (ISBN 978-2-8001-4878-6).
3. Park, 2011  (ISBN 978-2-8001-4880-9).
4. Ultimatum, 2012  (ISBN 978-2-8001-5355-1).

- La Mémoire de l'eau (scénario), dessins de Valérie Vernay, Dupuis

1. Première partie, 2012  (ISBN 978-2-8001-5406-0)[3].
2. Seconde partie, 2012  (ISBN 978-2-8001-5422-0).

- La Peur géante (dessin), scénario adapté du roman de Stefan Wul par Denis Lapière, Ankama :

1. La révolte des océans, 2013  (ISBN 978-2-359-10399-1) .
2. L'ennemi des profondeurs, 2015  (ISBN 978-2-35910-761-6).

- Harmony, couleurs avec Valérie Vernay, Dupuis :

1. Memento[4], janvier 2016  (ISBN 978-2-8001-6583-7).
2. Indigo, septembre 2016  (ISBN 978-2-8001-6584-4).
3. Ago, septembre 2017  (ISBN 978-2-8001-7040-4).
4. Omen, septembre 2018  (ISBN 978-2-8001-7423-5).
5. Dies irae, novembre 2019  (ISBN 979-1-03-473695-9).
6. Metamorphosis septembre 2020  (ISBN 979-10-34747-86-3).
7. In Fine Octobre 2021   (ISBN 979-10-34754-38-0)) Dernier opus de la série

## Récompenses
- Prix Jeunesse 2012 au Lyon BD Festival pour La mémoire de l’eau.
- 2018 : prix Du vent dans les BD, catégorie ado, avec Valérie Vernay pour Harmony tome 1 : Memento[5].